# Katedra Chrystusa Króla w Mullingar
Katedra Chrystusa Króla w Mullingar (ang. Cathedral of Christ the King) – katedra rzymskokatolicka w Mullingar. Główna świątynia diecezji Meath. Mieści się przy College Street.
Budowa świątyni rozpoczęła się w 1933, zakończyła w 1936, konsekrowana w 1939. Reprezentuje styl neorenesansowy. Zaprojektowana przez spółkę architektów William Byrne & Sons. Posiada 2 wieże.